# Габријела Гимараис
Габријела Брага Гимараис (порт. Gabriela Braga Guimarães; Бело Оризонте, 19. мај 1994), познатија по надимку Габи, бразилска је одбојкашица и репрезентативка.
Игра на позицији примача сервиса. Од 2019. године наступа за клуб Вакифбанка из Истанбула. Са сениорском репрезентацијом Бразила је освојила сребрну медаљу на Олимпијским играма 2020. године. Проглашена је за најбољег примача сервиса на Светском првенству 2022. кад је Бразил освојио сребрну медаљу.